# Christian Philipp Müller
Christian Philipp Müller (* 2. November 1957 in Biel, Bürgerort Oftringen (AG)) ist ein schweizerischer Konzeptkünstler, Fotograf und Bildhauer.
Nach einer Ausbildung als Schriftsetzer, Buchgestalter und Typograf besuchte Müller von 1982 bis 1984 die F+F Schule für experimentelle Gestaltung in Zürich, wo „performanceartige Körperaktionen eine wichtige Rolle“ spielten. Müller wechselte bis 1988 an die Kunstakademie Düsseldorf, wo er zunächst Gasthörer bei Jürgen Partenheimer wurde und anschliessend in der Klasse von Fritz Schwegler studierte. 1985 wurde er Assistent bei Kasper König, der in Düsseldorf einen Lehrstuhl für „Kunst im öffentlichen Raum“ innehatte. 1987 übernahm er die typografische Gestaltung des Erscheinungsbildes von Königs Ausstellung „Skulptur.Projekte Münster“.
1993 vertrat Müller zusammen mit Gerwald Rockenschaub und Andrea Fraser Österreich an der Biennale di Venezia und erhielt aufgrund einer Empfehlung von Hans Haacke 1994 eine Gastprofessur für Skulptur an der Cooper Union in New York. 1997 nahm er an der Documenta X, Kassel, wo er mit einer Reflexion über Kunst im öffentlichen Raum an die früheren Documenta-Arbeiten von Joseph Beuys „7000 Eichen“ und Walter de Maria „Vertikaler Erdkilometer“ erinnerte.
2011 wurde Müller als Nachfolger von Karin Stempel zum Rektor der Kunsthochschule Kassel berufen. 2012 nahm er an der documenta 13 teil. 2016 erhielt er den Prix Meret Oppenheim.